# Don DeLillo
Donald Richard (Don) DeLillo (New York, 20 november 1936) is een Amerikaans auteur.
DeLillo is vooral bekend vanwege zijn romans, die een gedetailleerd portret schilderen van het Amerikaanse leven aan het eind van de twintigste en het begin van de eenentwintigste eeuw. Critici beschouwen hem als een van de centrale figuren van het literaire postmodernisme. Veel jongere Engelstalige schrijvers, zoals Bret Easton Ellis en David Foster Wallace, zeggen door DeLillo te zijn beïnvloed.
Criticus Harold Bloom heeft DeLillo een van de vier grote Amerikaanse romanciers van zijn tijd genoemd, samen met Thomas Pynchon, Philip Roth en Cormac McCarthy.